# Sergio Rupil
Sergio Rupil (Barcelona, España, 25 de septiembre de 1994) es un baloncestista argentino nacido en España. Actualmente se desempeña como escolta en el Air Basket Termoli de la Serie B Interregionale de Italia.

## Trayectoria
Rupil nació en Barcelona, España, pero creció en la ciudad argentina de Villa Carlos Paz. Comenzó a jugar al baloncesto en el Club de Pesca Carlos Paz, siendo luego reclutado por Instituto. Durante su etapa juvenil integró los seleccionados de Córdoba. 
En 2013, tras un fugaz retorno a su club de origen, se instaló en Bryn Mawr, Pensilvania, para estudiar en el Harcum College y jugar en la NJCAA con los Bears, el equipo de la institución. Luego de un año allí intentó transferirse a otras universidades, pero, al no poder hacerlo, regresó a su país. 
Se incorporó a Complejo Deportivo Teniente Origone del Torneo Federal de Básquetbol. Luego de esa experiencia pasó a Sarmiento de Resistencia, equipo que disputaba el Torneo Nacional de Ascenso, es decir el certamen correspondiente a la segunda categoría del baloncesto profesional argentino. Allí actuó durante una temporada, aportando un promedio de 6.8 puntos y 2.5 rebotes desde la banca en 33 juegos. 
En 2016 regresó al Torneo Federal de Básquetbol como ficha de Huracán de San Justo. Al año siguiente dio nuevamente el salto al TNA -ahora rebautizado como La Liga Argentina-, iniciando un trayecto que lo llevaría por clubes como Oberá, Ameghino de Villa María, San Isidro y Echagüe.
Aunque ya estaba consolidado como un jugador figura de La Liga Argentina, en 2020 tomó la decisión de continuar con su carrera en Italia, pese a que ello significase entrar en inactividad durante varios meses y pasar a jugar en las categorías semi-profesionales. En marzo de 2021 debutó con el Forio Basket 1977 en la Serie C Gold, equipo con el que lograría el ascenso durante el mes de junio. Sin embargo el escolta no pudo continuar en el exitoso club, por lo que fichó luego con el Generazione Vincente Vasto Basket también de la Serie C Gold. Al culminar su campaña allí pasó al Sutor Basket Montegranaro y un año después se unió al Air Basket Termoli, equipo con el que conseguiría el ascenso a la Serie B Interregionale. Sin embargo Rupil decidió seguir jugando en la Serie C, por lo que en agosto de 2024 fichó con el Porto Sant'Elpidio Basket. En 2025 volvió al Air Basket Termoli para disputar la temporada de la Serie B Interregionale.

## Selección nacional
Rupil fue miembro de los seleccionados juveniles de baloncesto de Argentina, disputando torneos como el Campeonato Sudamericano de Baloncesto Sub-17 de 2011, el Campeonato FIBA Américas Sub-18 de 2012 y el Torneo Albert Schweitzer de 2012.
En 2019 integró el plantel de Argentina Desarrollo, un combinado de jugadores de La Liga Argentina y del Torneo Federal de Básquetbol que representó a su país en una gira por China.

## Vida privada
Sergio Rupil es hijo del entrenador de voleibol argentino Víctor Hugo Rupil y de la exvoleibolista peruana Cecilia del Risco. Además de jugador profesional de baloncesto, es experto en marketing digital.